# Маттесон (Вісконсин)
Маттесон (англ. Matteson) — місто (англ. town) в США, в окрузі Вопака штату Вісконсин. Населення — 914 особи (2020).

## Демографія
Згідно з переписом 2010 року, у місті мешкало 936 осіб у 370 домогосподарствах у складі 264 родин. Було 412 помешкання
Расовий склад населення:
| - 97,6 % — білих - 0,6 % — корінних американців - 0,3 % — азіатів - 0,1 % — чорних або афроамериканців |

До двох чи більше рас належало 1,0 %. Частка іспаномовних становила 1,2 % від усіх жителів.
За віковим діапазоном населення розподілялося таким чином: 23,3 % — особи молодші 18 років, 62,3 % — особи у віці 18—64 років, 14,4 % — особи у віці 65 років та старші. Медіана віку мешканця становила 44,9 року. На 100 осіб жіночої статі у місті припадало 107,5 чоловіків;  на 100 жінок у віці від 18 років та старших — 106,9 чоловіків також старших 18 років.
Середній дохід на одне домашнє господарство  становив 73 184 долари США (медіана — 63 375), а середній дохід на одну сім'ю — 84 362 долари (медіана — 74 464). Медіана доходів становила 47 788 доларів для чоловіків та 32 708 доларів для жінок. За межею бідності перебувало 9,6 % осіб, у тому числі 13,4 % дітей у віці до 18 років та 12,1 % осіб у віці 65 років та старших.
Цивільне працевлаштоване населення становило 599 осіб. Основні галузі зайнятості: виробництво — 29,5 %, освіта, охорона здоров'я та соціальна допомога — 15,5 %, будівництво — 10,5 %, роздрібна торгівля — 7,2 %.